# Komédia (hetilap, 1916–1922)
Komédia – Temesvárt Kóró Pál írói álnév alatt idősb Kubán Endre kiadásában és szerkesztésében megjelent színházi hetilap (1916–1922).

## Tartalma, munkatársai
A temesvári színház műsorát, a bemutatott darabokat ismertette s közölt színészportrékat, rövid színi-esztétikai eszmefuttatásokat, riportokat, karcolatokat, verseket és műfordításokat is. A szerzők között Bardócz Árpád, Endre Károly, Kozmuth Artúr, Lovich Ilona, Páll Tamás, Somló Lipót, Stepper Vilmos, Uhlyárik Béla, Veér Ernő szerepelt.